# Acraea alboradiata
Acraea alboradiata är en fjärilsart som beskrevs av Christopher Aurivillius 1898.
Acraea alboradiata ingår i släktet Acraea och familjen praktfjärilar. Inga underarter finns listade i Catalogue of Life.